# (8935) Beccaria
(8935) Beccaria ist ein Asteroid des Hauptgürtels, der am 11. Januar 1997 von den italienischen Amateurastronomen Piero Sicoli und Marco Cavagna am Osservatorio Astronomico Sormano (Sternwarten-Code 587) nördlich von Mailand nahe der Ortschaft Sormano in der Provinz Como entdeckt wurde.
Der Asteroid wurde am 23. Mai 2000 nach Cesare Beccaria (1738–1794) benannt, einem italienischen Rechtsphilosophen und Strafrechtsreformer im Zeitalter der Aufklärung, der zudem als Begründer der „Klassischen Schule der Kriminologie“ gilt.